# トーマス・エネヴォルセン
トーマス・エネヴォルセン（Thomas Enevoldsen、1987年7月27日 - ）は、デンマークの元サッカー選手。元デンマーク代表。ポジションはミッドフィールダー。

## 経歴
2009年にデンマーク代表デビュー。2010 FIFAワールドカップのメンバーにも選ばれ、グループリーグ初戦・オランダ戦に出場した。2011年までに11試合に出場、1得点をあげた。

## 代表歴

### 出場大会
- デンマーク代表
  - 2010 FIFAワールドカップ

### 試合数
- 国際Aマッチ 11試合 1得点（2009年-2011年）[1]

| デンマーク代表 | 国際Aマッチ | 国際Aマッチ |
| 年             | 出場        | 得点        |
| -------------- | ----------- | ----------- |
| 2009           | 3           | 0           |
| 2010           | 5           | 1           |
| 2011           | 3           | 0           |
| 通算           | 11          | 1           |